# Generazioni di aerei da caccia

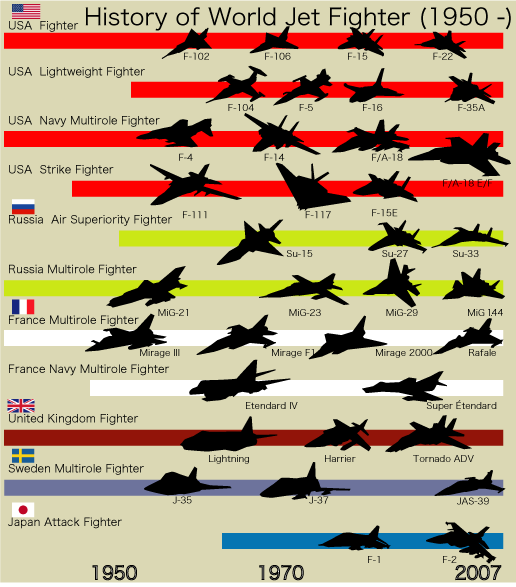
Storia degli aerei da caccia (1950-2007).

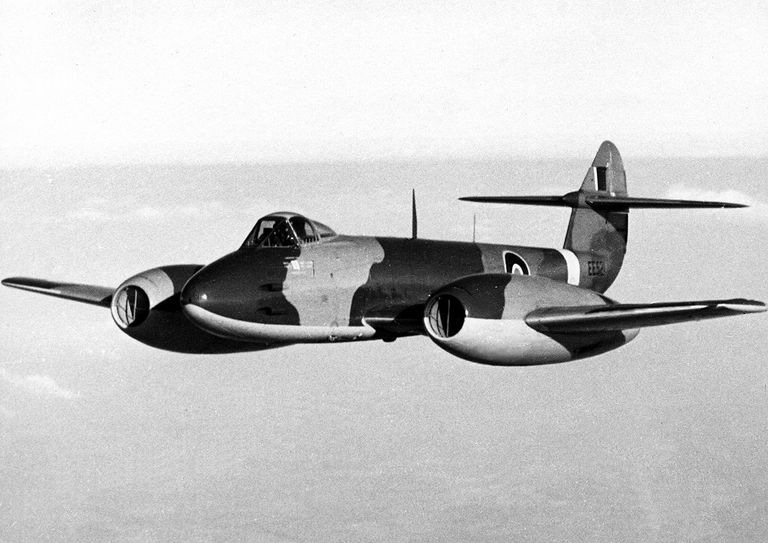
Gloster Meteor (Prima generazione).

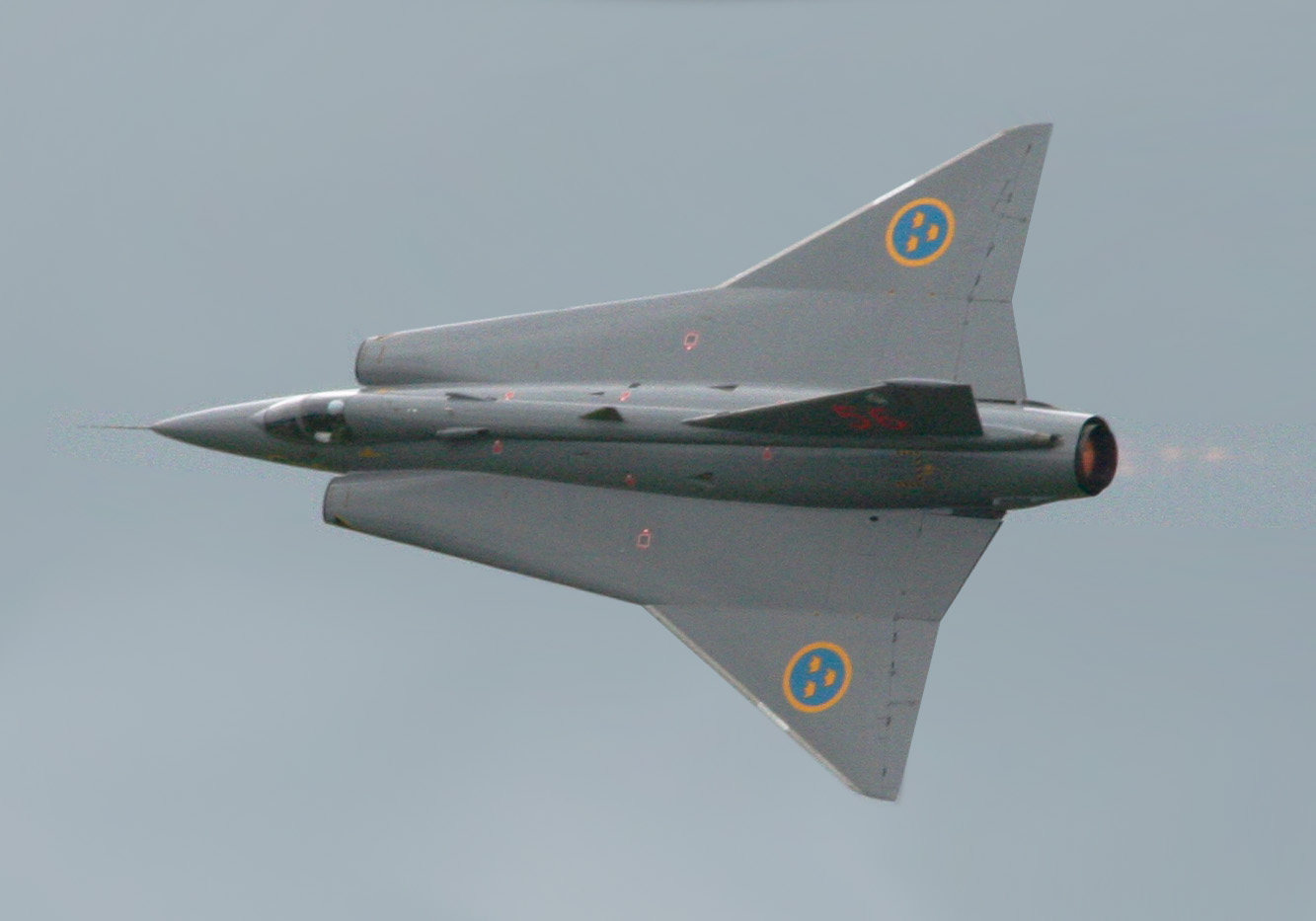
J-35 Draken (Seconda generazione).

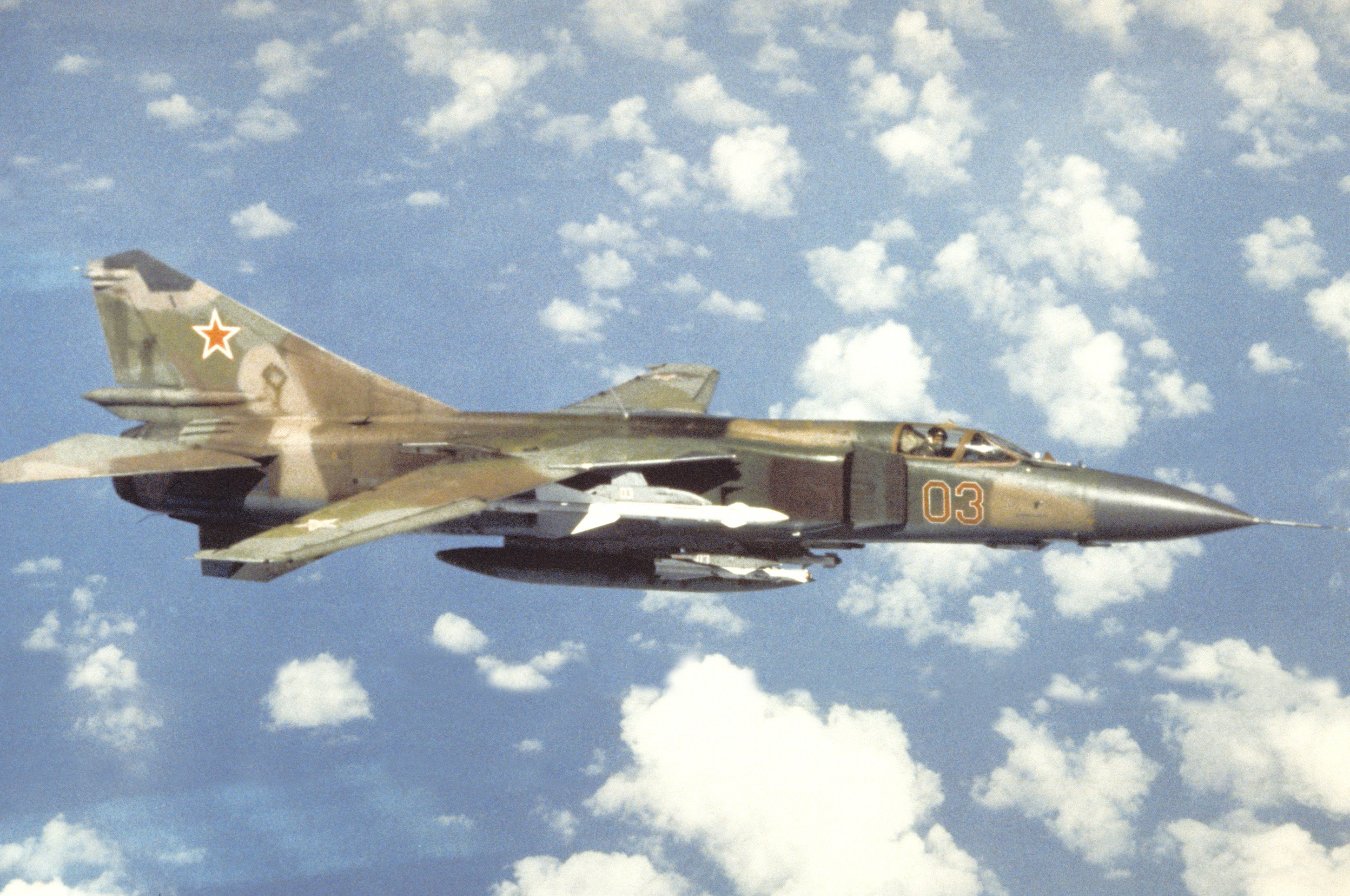
MiG 23 (Terza generazione).

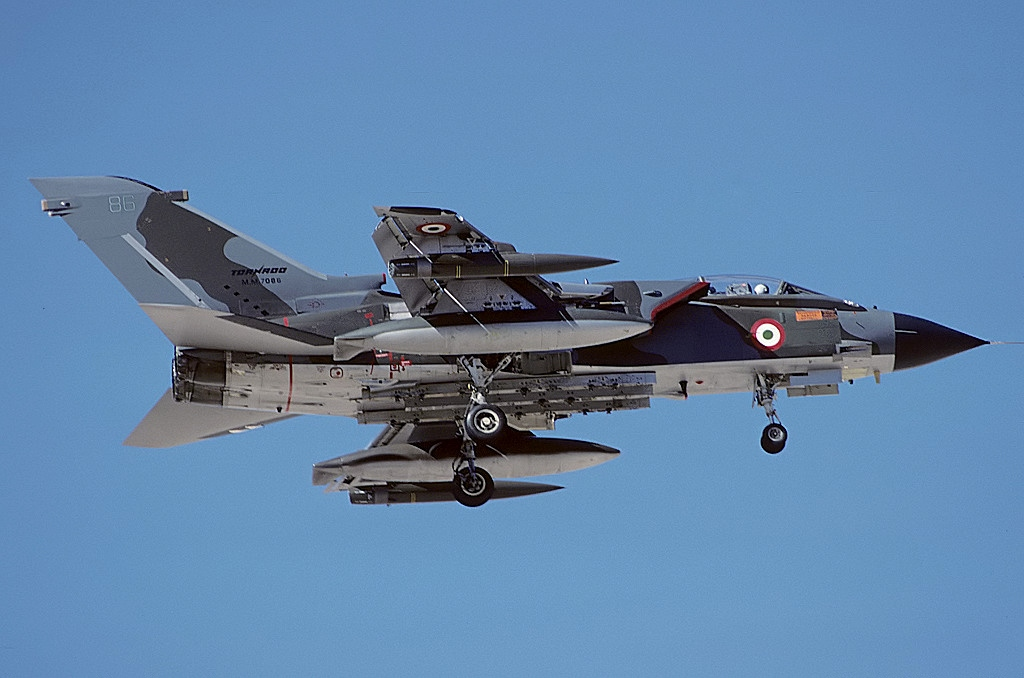
Panavia Tornado (Quarta generazione).

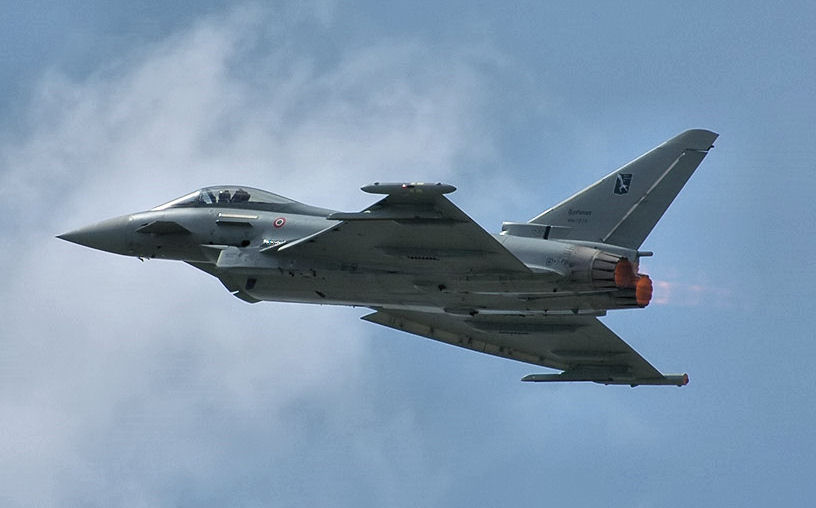
Eurofighter Typhoon (Quarta generazione e mezza).

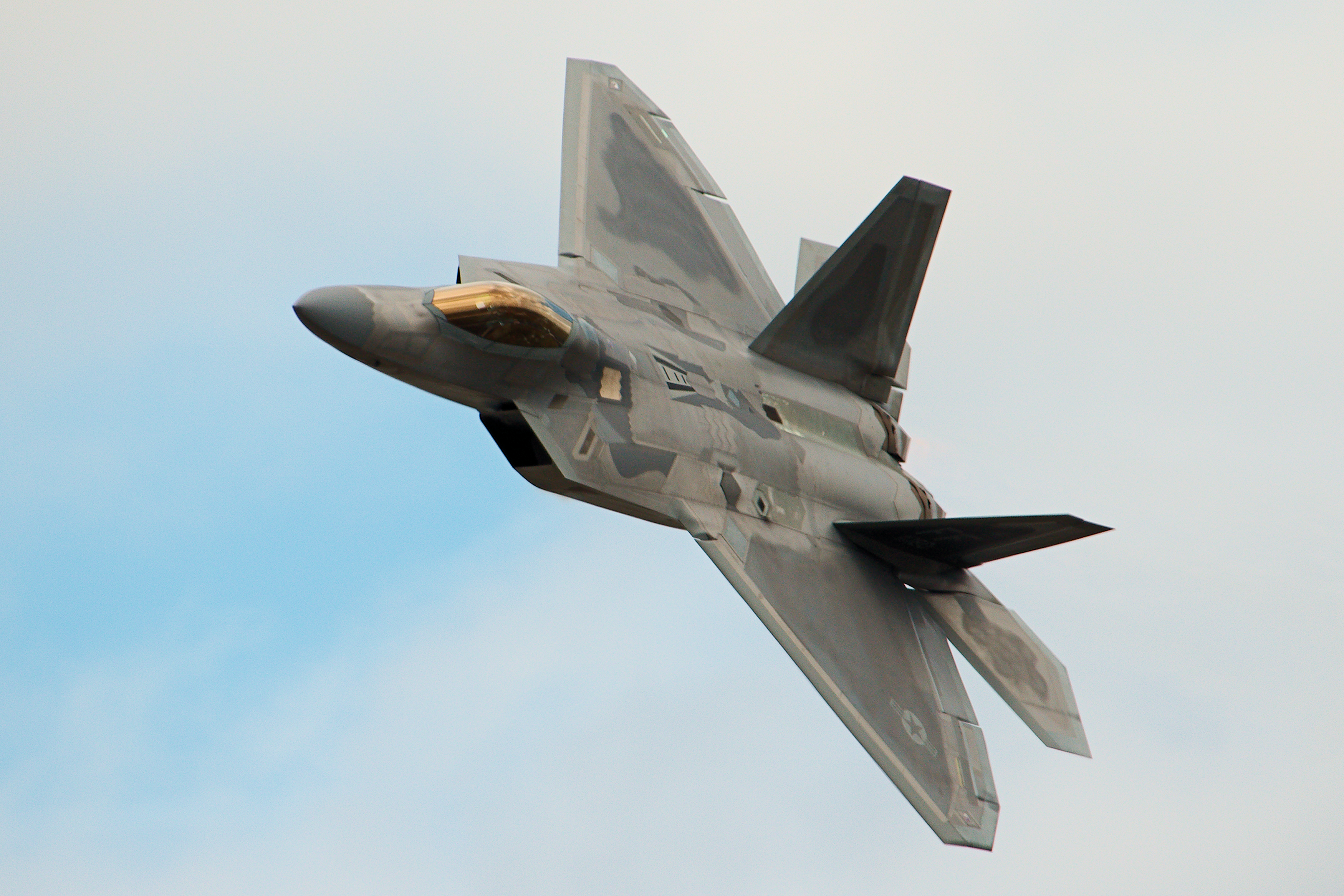
Lockheed Martin-Boeing F-22 Raptor (Quinta generazione).

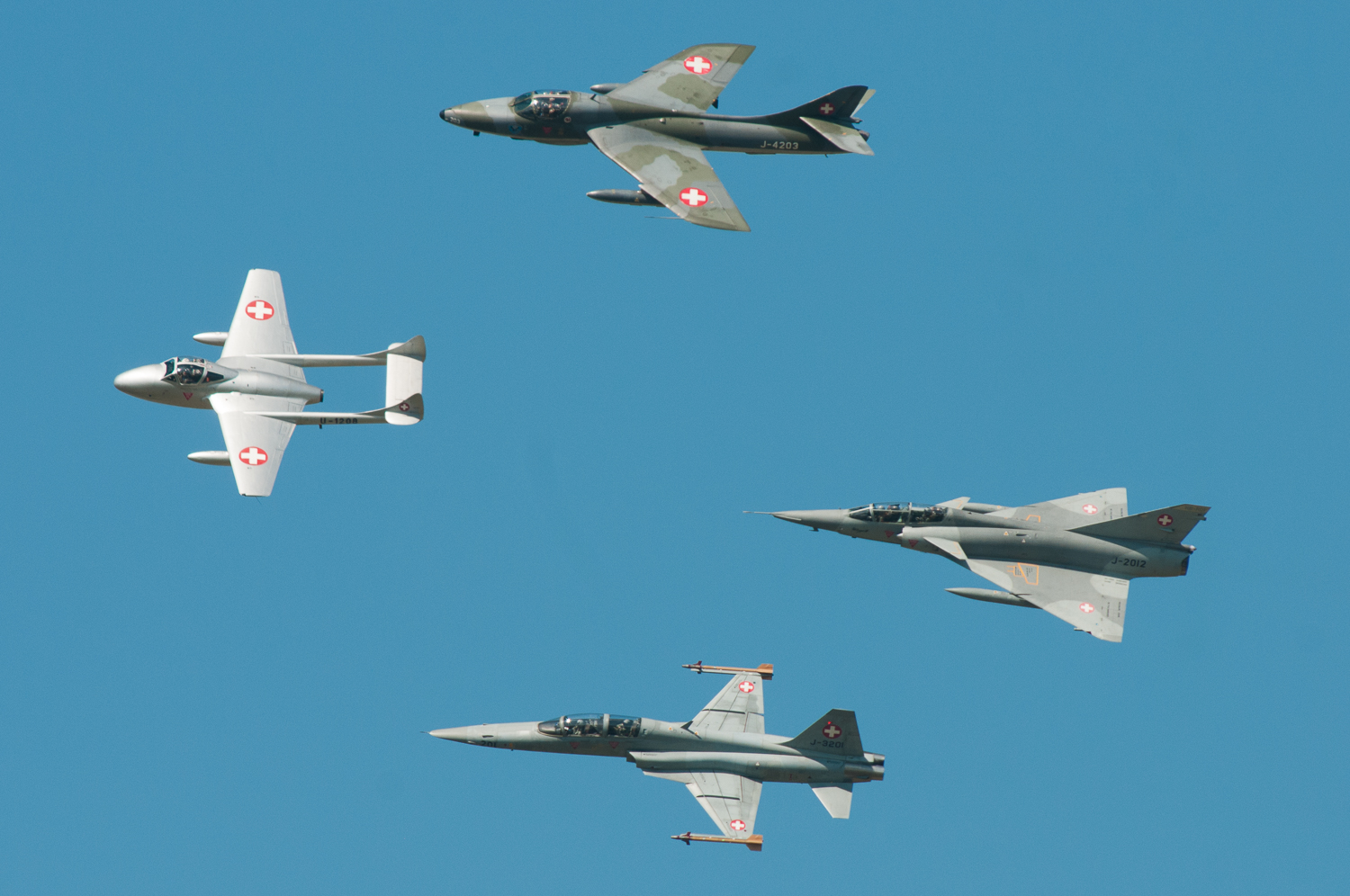
Caccia di diverse generazioni delle Forze aeree svizzere: F-5 (terza generazione), Hunter (seconda generazione), Mirage IIIS (seconda generazione) e Vampire (prima generazione).

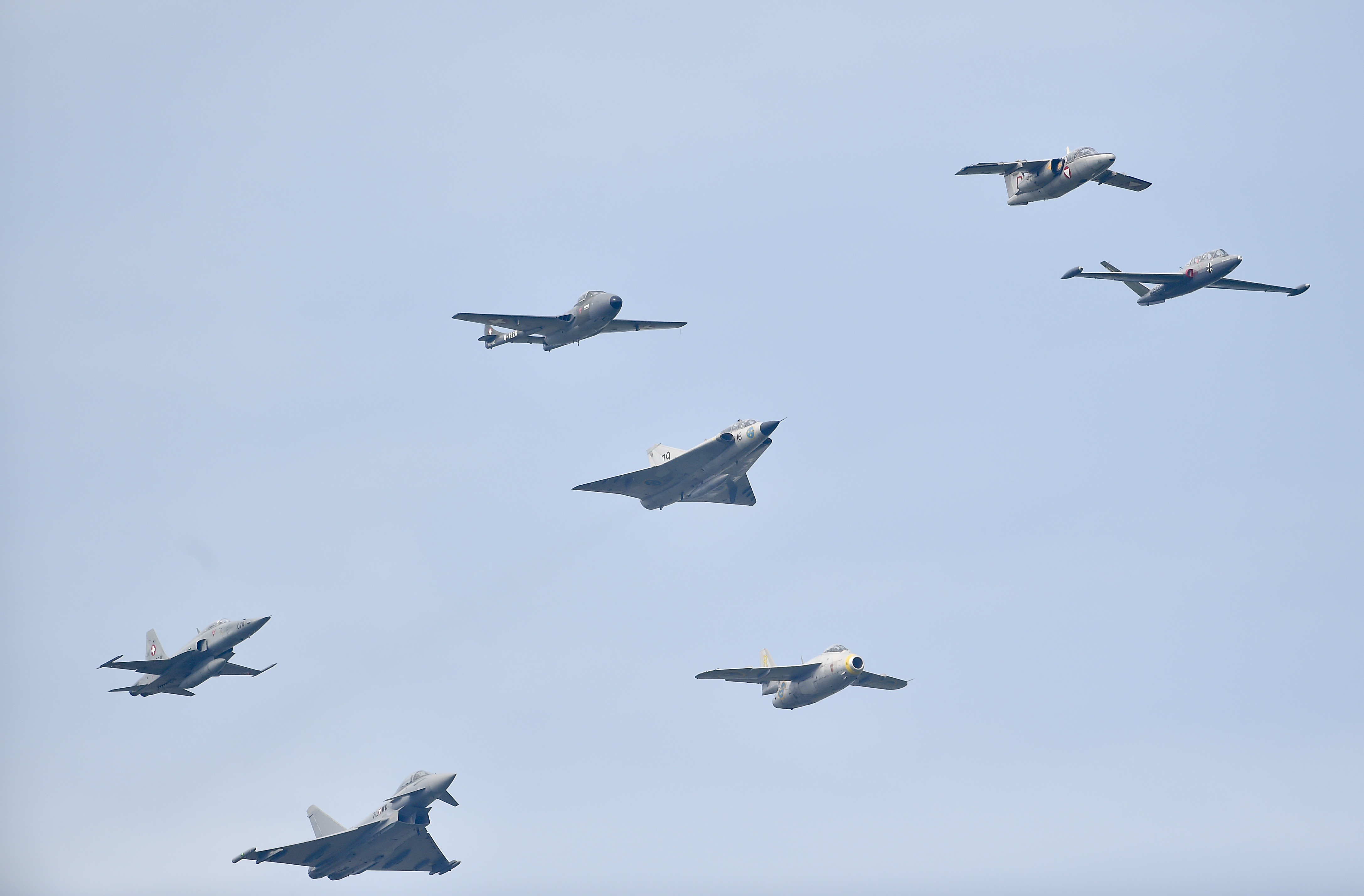
Caccia di diverse generazioni: F-5, Saab 105, Draken, Magister, Tunnan (prima generazione), Typhoon (quarta generazione e mezza) e Vampire.

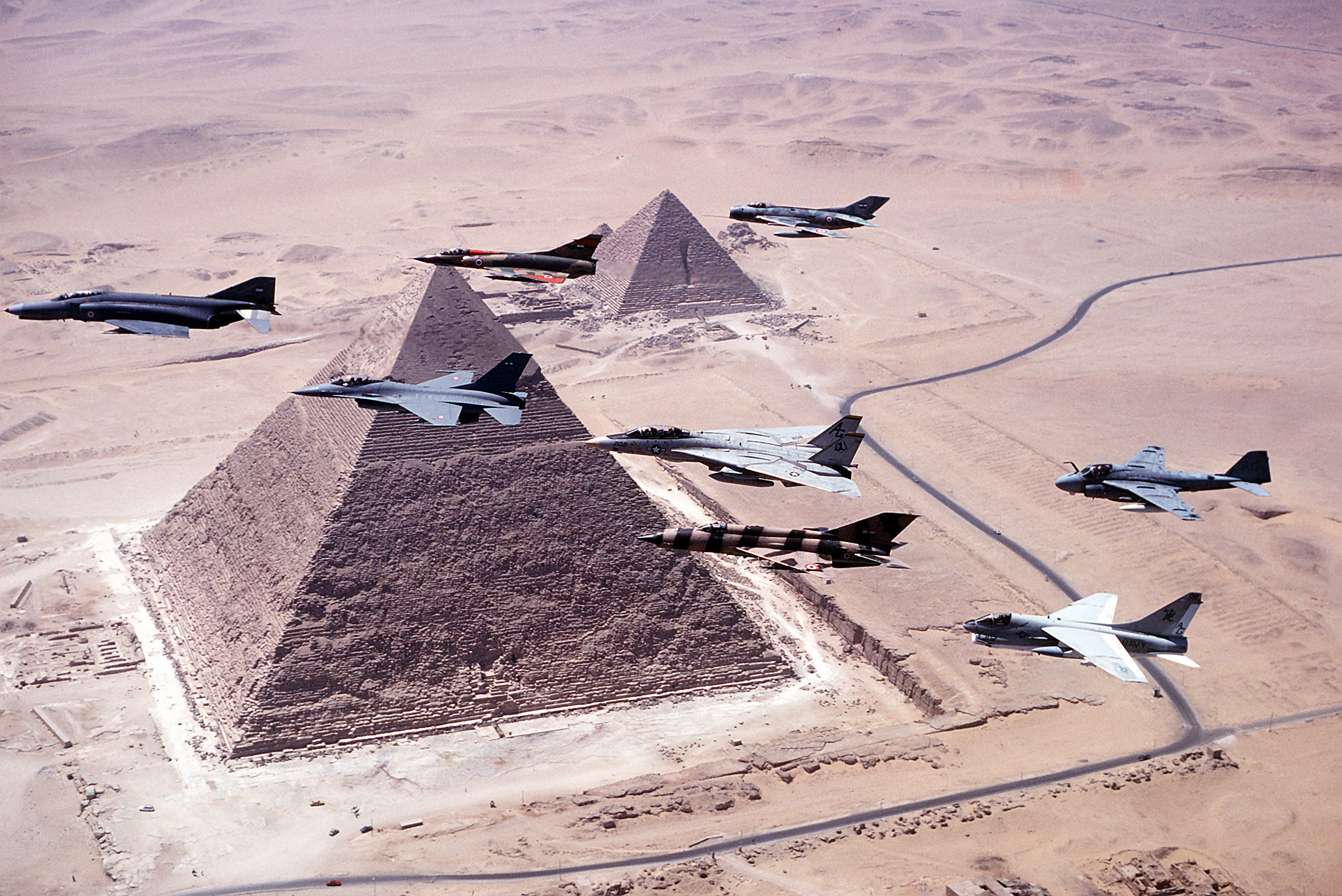
Caccia di diverse generazioni durante l'Operation Bright Star: A-6, A-7, F-4 (terza generazione), F-14 (quarta generazione), F-16 (quarta generazione), MiG-19 (seconda generazione), MiG-21 (seconda generazione) e Mirage 2000 (quarta generazione).

Le cosiddette generazioni di aerei da caccia sono un sistema di classificazione degli aerei da caccia a reazione. Il sistema è apparso per la prima volta negli anni 1990, secondo il Air Power Development Centre Bulletin della Royal Australian Air Force «per dare un senso ai miglioramenti delle prestazioni degli aeromobili a reazione da combattimento realizzati attraverso importanti progressi nella progettazione degli aerei, dell'avionica e dei sistemi d'arma»; in base a questo sistema «un passaggio generazionale negli aerei da caccia a reazione si verifica quando un'innovazione tecnologica non può essere incorporata in un aeromobile esistente attraverso aggiornamenti e retrofit».
Questo sistema di classificazione è spesso soggetto a discussioni. Lockheed Martin ha applicato il termine "quinta generazione" per i suoi aerei F-22 e F-35, per significare che la concorrenza non è in grado di offrire livelli simili di prestazioni; una classificazione tuttavia contestata da Eurofighter e da Boeing IDS nel contesto dell'offerta per sostituire i caccia delle Canadian Armed Forces. Bill Sweetman su Aviation Week ha osservato che la Lockheed Martin «ha definito l'F-35 un caccia di "quinta generazione" nel 2005, un termine che ha preso in prestito dalla Russia nel 2004 per descrivere l'F-22» e propone che, nell'era del dopo guerra fredda, l'approccio a basso costo del Saab Gripen dovrebbe qualificarlo come un caccia di sesta generazione. Questa terminologia di marketing è arrivata fino a dichiarazioni di politici australiani.

## Definizioni delle generazioni

### Richard P. Hallion –Airpower Journal– 1990
Lo storico dell'Air Force Richard P. Hallion ha proposto la seguente classificazione nel 1990:
- 1. Aerei altamente subsonici (1943-50): Me 262, Meteor, P-80, Vampire, Yak-15, MiG-9, J-21R, F-84 Thunderjet, F9F Panther, Ouragan, Venom. Piccola differenza aerodinamica rispetto all'ultima generazione di caccia con motore a combustione interna ad elica. Turbojets di prima e seconda generazione; costruzione in legno, tessuto e interamente in metallo; dispositivi di puntamento ottico; ala dritta e impennaggio dritto. Sistemi di controllo meccanici. Seggiolino eiettabile di prima generazione. Mach 0,75-0,85.

- 2. Aerei transonici (1947-55): F-86, F-84F Thunderstreak, F9F Cougar, MiG-15, MiG-17, Hunter, Mystère IV. Turbojets di seconda generazione; dispositivi di puntamento radar; ala a freccia; generalmente con stabilizzatori orizzontali regolabili. Primi comandi di volo e sistemi di controllo del volo idromeccanici. Mach 0,90-1,05.

- 3. Aerei supersonici (1953-60): MiG-19, F-100, F-8. Ali a freccia, stabilizzatori orizzontali mobili, sistemi di puntamento radar, introduzione dei missili aria-aria. Motori turbogetto di terza generazione. Prime tecnologie di aumento della stabilità. Generalmente adattabile sia per le missioni aria-aria che aria-terra. Mach 1,3.

- 4. Aerei supersonici (impiego limitato) (1955-70): F-104, primi modelli del MiG-21, Lightning, primi modelli del Mirage III. Aerodinamica supersonica, in particolare secondo la regola delle aree; turbojet di quarta generazione; radar e di ricerca sistema di puntamento Fire Control Radar. Dipendenza eccessiva sui missili aria-aria sulla base di aspettative non realistiche[non chiaro]. Mach 2.

- 5. Aerei supersonici (multiruolo) (1958-80): F-105, F-4, ultimi modelli del MiG-21, ultimi modelli del Mirage III, F-5, F-111, Mirage V, Su-24, MiG-23, MiG-27, Jaguar, Mirage F1, Kfir. Raffinato design aerodinamico supersonico, tra cui canards e ali a geometria variabile; motori di quarta e quinta generazione; aumento della stabilità; armamento misto cannoni missili aria-aria (AAM); radar che segue il terreno per il volo ad alta velocità a bassa quota; radar di ricerca e puntamento; sensori a infrarossi; Head-up displays (HUD); laser di posizione e puntamento; vasta gamma di missili aria-superficie, bombe e razzi, incluse munizioni guidate di precisione (PGM). Mach 1,4-2,5.

- 6. Aerei supersonici multiruolo, ad alta efficienza (1974-presente-[1990][7]): F-14, F-15, F-16, F-18, Mirage 2000, Tornado, MiG-29, Su-27. Combinano le caratteristiche dei caccia della quinta generazione con i progressi della propulsione, del radar (con target track while scan, look-down/shoot-down), dei sensori e della tecnologia di controllo del volo elettronico (fly-by-wire) per generare velivoli altamente maneggevoli e altamente agili che possono essere utilizzati alternativamente per missioni aria-aria e aria-terra. Motori a turbina a gas di quinta o sesta generazione; motore con rapporti spinta/peso superiore a uno; capacità di raggiungere velocità supersoniche senza postbruciatore; volo sostenuto ad alto G, e controllabilità inferiore a 70 nodi ad angoli di attacco superiori a 70 gradi. Alto grado di efficienza energetica. Mix di armamenti di cannoni e missili, accoppiati con diversi armamenti aria-terra. Mach 1,8-2,5.

Secondo l'autore vi sono state 6 generazioni di aerei a reazione a partire dal 1939 e ugualmente 6 generazioni di motori di reazione nello stesso periodo. L'autore aggiunge che il suo «sistema di classificazione è in disaccordo con un precedente e più ampio che classifica l'evoluzione dei caccia dopo il 1945 in quattro generazioni, con la quarta consistente nella generazione dell'F-16 e dei suoi equivalenti». Per allineare questa classificazione alle altre classificazioni – Aerospaceweb, Air Force Magazine, Jet Fighters, Pathfinder – si può partire da quella dell'F-16 (la 6ª per Hallion e la 4ª per gli altri) e procedere a ritroso, incrociando gli anni e gli aerei presi in considerazione: 6ª=4ª, 5ª=3ª, 3+4ª=2ª e 1+2ª=1ª.

### Joseph N. Yoon –Aerospaceweb– 2004
Nel 2004, Joseph N. Yoon sul sito web Aerospaceweb ha notato che la classificazione in generazioni «era apparsa per la prima volta in Russia a metà degli anni 1990, quando alcuni ufficiali pianificavano un concorrente al progetto statunitense del Joint Strike Fighter» e ha proposto la seguente classificazione:
- Generazione 1 (1945-1955): La prima generazione di caccia è probabilmente costituita da quelli apparsi all'inizio dell'era del jet, a partire dalla seconda guerra mondiale fino alla guerra di Corea. Questi aerei furono i primi ad essere alimentati da motori a turbogetto, ma per il resto erano in gran parte simili nella capacità ai vecchi caccia a pistoni che sostituivano. Questi primi motori a reazione erano limitati nella spinta tanto che i caccia non potevano normalmente operare al di sopra della velocità del suono. Questi caccia di prima generazione non erano spesso dotati di radar. Anche i loro armamenti consistevano generalmente in tecnologie più datate come cannoni convenzionali, bombe a caduta libera e razzi, poiché i missili guidati erano ancora in gran parte sperimentali.

- Generazione 2 (1945-1960): I fattori che illustravano maggiormente i caccia della seconda generazione erano la maggior velocità, il radar e l'uso dei primi missili aria-aria guidati. Molti di questi aerei hanno incorporato le lezioni apprese nella guerra di Corea per migliorare le prestazioni generali e l'efficacia di combattimento. Questi aerei sono stati i primi caccia in grado di mantenere velocità supersoniche in volo livellato. I loro progetti hanno anche sfruttato le nuove tecnologie elettroniche che rendevano i radar abbastanza piccoli da poter essere imbarcati. Allo stesso modo, i progressi nello sviluppo di missili guidati hanno permesso a questa nuova arma di iniziare a sostituire i cannoni come arma offensiva primaria per la prima volta nella storia dei caccia.

- Generazione 3 (1960-1970): Molti dei caccia della terza generazione erano quelli che servirono nella guerra del Vietnam, in particolare nelle ultime fasi del conflitto. La maggior parte di questi aerei furono i primi ad essere progettati specificamente come caccia multiuso (cacciabombardiere) in grado di eseguire missioni di difesa aerea e di attacco aereo.

- Generazione 4 (1970-1990): La generazione successiva ha continuato la tendenza verso caccia multiruolo equipaggiati con sistemi avionici e armi sempre più sofisticati. Questi caccia iniziarono anche a enfatizzare la manovrabilità piuttosto che la velocità per riuscire nel combattimento aereo.

- Generazione 4,5 (1990-2000): Il termine "generazione 4,5" è talvolta usato in riferimento ai più recenti caccia della quarta generazione. Questi velivoli sono generalmente considerati come aventi le stesse caratteristiche di base degli aerei di quarta generazione, ma con capacità potenziate fornite da tecnologie più avanzate che potrebbero poi essere usate nei combattenti di quinta generazione. Buoni esempi sono l'F/A-18 Super Hornet, l'Eurofighter Typhoon e il Dassault Rafale. Tutti e tre fanno uso di avionica avanzata per migliorare la capacità di missione e di caratteristiche stealth limitate per ridurre la visibilità rispetto ai precedenti velivoli di quarta generazione. Tuttavia, nessuno dei tre è considerato abbastanza avanzato da essere classificato come un caccia di quinta generazione.

- Generazione 5 (2000-presente-[2004][7]): le tecnologie che meglio rappresentano i caccia di quinta generazione sono gli avanzati sistemi avionici integrati che forniscono al pilota un quadro completo dello spazio di battaglia e l'uso di tecniche di "invisibilità" a bassa osservabilità. L'F-22 Raptor, F-35 Lightning II sono gli unici caccia della quinta generazione sviluppati fino ad oggi [2004][7]; la Russia ha sviluppato delle tecnologie a partire dai progetti del MiG 1.44 MFI (realizzato in risposta al programma ATF) e del Su-47, che condurranno alla realizzazione del PAK FA T-50.

Infine, bisogna evidenziare che alcuni aerei dalla carriera particolarmente lunga – come ad esempio l'F-4 e il MiG-21 – possono ricadere in più generazioni, a seconda di quale variante o aggiornamento viene preso in considerazione.

### John A. Tirpak –Air Force Magazine– 2009
Nel 2009, John A. Tirpak sulla rivista Air Force Magazine definisce un'ipotesi di sesta generazione e ha proposto la seguente classificazione:
- Generazione 1 : turbogetto (F-80, He 162)
- Generazione 2 : ala a freccia, radar solo di raggio, missile a guida infrarossa (F-86, MiG-15)
- Generazione 3 : velocità supersonica, radar a impulsi, missili Beyond Visual Range (Century Series, F-105, F-4, MiG-17, MiG-21)
- Generazione 4 : radar Doppler a impulsi, alta manovrabilità, missili look-down/shoot-down (F-15, F-16, Mirage 2000, MiG-29)
- Generazione 4+ : alta agilità, sensor fusion, RCS ridotto (F-2000, Su-30, F-16E, F/A-18E, Rafale)
- Generazione 4++ : radar AESA, RCS ulteriormente ridotto o parziale uso di tecnologia stealth (cancellazione attiva), parziale uso di supercrociera (Su-35, F-15SE)
- Generazione 5 : velivolo stealth con armi all'interno, estrema agilità, full-sensor fusion, avionica integrata, parziale o completa supercrociera (F-22, F-35)
- Potenziale Generazione 6 : estremamente stealth, efficienza in tutti i regimi di volo (da subsonico a supersonico), possibile capacità di morphing, smart skins, altamente connesso, sensori estremamente sensibili, possibilità di guida remota, arma a energia diretta, possibilità di guidare con l'AI uno stormo di droni da guerra.

#### David Cenciotti –The Aviationist– 2011
Nel 2011, David Cenciotti sul sito web The Aviationist ha ripreso integralmente la classificazione di John A. Tirpak su Air Force Magazine del 2009; qualche differenza è negli aerei citati:
- Generazione 1 : He 162, F-80
- Generazione 2 : MiG-15, F-86K
- Generazione 3 : F-104, J-6/F-6, F-105, F-4
- Generazione 4 : F-15, F-16, Mirage 2000, MiG-29
- Generazione 4+ : Su-30, F-2000, Rafale, F/A-18E
- Generazione 4++ : F-15SG, MiG-35
- Generazione 5 : F-22, J-20, PAK FA, F-35

### Jim Winchester –Jet Fighters– 2011
Nel 2011, Jim Winchester sul suo libro Jet Fighters ha proposto la seguente classificazione:
Classic Jets (1945-1960)
Me 262, Meteor, P-80 Shooting Star, Vampire/Venom, F-86 Sabre, MiG-17 "Fresco", F-84 Thunderjet/F-84F Thunderstreak, Mystère II/Super Mystère, F-8 Crusader, MiG-21F "Fishbed", F-4 Phantom II, J 35 Draken
Modern Jets (1960-presente-[2011])
MiG-23 "Flogger", F-14 Tomcat, Mirage F1, MiG-25 "Foxbat"/MiG-31 "Foxhound", F-15 Eagle, F-16 Fighting Falcon, Sea Harrier, Su-27 "Flanker", Tornado ADV, Typhoon, F-22 Raptor, F-35 Lightning II
Nella tabella comparativa seguente sono indicati gli aerei che l'autore include nelle diverse generazioni.

### Air Power Development Centre –Pathfinder– 2012
Nel 2012, l'Air Power Development Centre della Royal Australian Air Force sul suo bollettino Pathfinder ha proposto la seguente classificazione:
- Generazione 1 (1945-1955): aerei con avionica di base, senza radar o contromisure elettroniche di protezione, armati con cannoni, bombe o razzi, senza postbruciatore e subsonici.
- Generazione 2 (1955-1960): aerei con radar aria-aria e radar warning receiver, armati con missili aria-aria a guida infrarossa o semi-attiva, con aerodinamica e motori avanzati e supersonici.
- Generazione 3 (1960-1970): primi aerei multiruolo con migliore manovrabilità e sosfisticati sistemi avionici e d'armamento, radar Doppler con look-down/shoot-down, off-bore-sight targeting, missili a guida radar semi-attiva e Beyond Visual Range.
- Generazione 4 (1970-1980): aerei multiruolo con avionica e aerodinamica avanzate e ottimizzate, head-up displays, fly-by-wire, con la capacità di essere impiegati alternativamente in missioni aria-aria e aria-superficie.
- Generazione 4,5 (1980-1990): aerei completamente multiruolo che – a causa dell'aumento dei costi e della riduzione dei budget militari – sono spesso (ma non solo) il risultato dell'integrazione di tecnologie successive (della quinta generazione) su aerei della generazione precedente (la quarta), e sono caratterizzati da tecnologia stealth, materiali radar assorbenti, spinta direzionale, grande capacità di trasporto di armi, maggior raggio d'azione, radar AESA, datalink, network-centric warfare.
- Generazione 5 (2005-presente-[2012][7]): aerei stealth di supremazia aerea, bassa osservabilità, tecnologia stealth, situational awareness, sensori multispettrali, estremamente connessi, network-centric warfare, visione a 360°.

### Altre classificazioni

#### China Power Team –China Power– 2017
Lo standard di classificazione cinese differisce dallo standard internazionale, in particolare esso si basa sul periodo nel quale l'aereo è entrato in servizio nell'aeronautica cinese, ad esempio, il Chengdu J-20 è considerato di quarta generazione, mentre internazionalmente è di quinta generazione.
- Generazione 1: anni '50 e anni '60 – Shenyang J-5 & Shenyang J-6
- Generazione 2: anni '70 e anni '80 – Chengdu J-7 & Shenyang J-8
- Generazione 3: anni '90 e anni 2000 – Chengdu J-10 & Shenyang J-11
- Generazione 4: anni 2010 – Chengdu J-20 (& Shenyang J-31)

#### OAK – Mikoyan– Sukhoi
La OAK e le aziende collegate – Mikoyan Gurevich e Sukhoi – considerano rispettivamente il Mikoyan-Gurevich MiG-29 e il Sukhoi Su-27 come caccia di 4ª generazione e le loro differenti evoluzioni sono considerate come appartenenti alle generazioni 4+ e 4++.
- Generazione 1: MiG-9, MiG-15, MiG-17 – K, Su-7
- Generazione 2: MiG-19, MiG-21 – Su-9, Su-11
- Generazione 3: MiG-23, MiG-25 – Sukhoi Su-15, Su-17, Su-24
- Generazione 4: MiG-31, MiG-29/MiG-29UB/MiG-29SE – Su-27/Su-27UB/Su-27SK/Su-27UBK
- Generazione 4+: MiG-29SD, MiG-29SM, MiG-29SMT, upgraded MiG-29UB – Su-30/Su-30MK/Su-30SM, Su-33 (Su-29K/KUB)
- Generazione 4++: MiG-29K/KUB, MiG-29M/M2, MiG-35/MiG-35D – Su-35 (Su-27M), Su-35BM
- Generazione 5: LMFS – PAK FA (T-50)

#### STOVL – V/STOL – VTOL
Gli aerei da caccia o da attacco a decollo o atterraggio verticale dotati di spinta direzionale possono essere classificati nelle generazioni sopra citate o possono essere classificati diversamente e separatamente in tre generazioni; la maggior parte di essi sono rimasti allo stadio di progetto o di prototipo, in grassetto sono riportati quelli entrati in servizio e tra parentesi la data del primo volo:
- Balzac V (1962), P.1127 / Kestrel FGA.1[17] (1960 / 1964), Yak-36 (1964)
- NBMR-3 : Mirage IIIV (1965), P.1154, EWR VJ 101 (1963), VFW VAK 191B (1971)
- 1ª generazione (degli Harrier[18]) : Harrier (1967), Sea Harrier (1978), Yak-38 (1971)
- 2ª generazione (degli Harrier[18]) : AV-8B Harrier II (1981), Harrier II (1985), Yak-141 (1987)
- 3ª generazione: X-32 (2001), X-35 (2001), F-35B (2008), Yak-43

## Tabella comparativa delle generazioni
| Gen. | Airpower Journal | Aerospaceweb | Air Force Magazine                         | Jet Fighters                                                                                               | Pathfinder                                                |
| ---- | --- | --- | ------------------------------------------ | --- | --------------------------------------------------------- |
| 1    | 1ª - 1943-50: Me 262, Meteor, P-80, Vampire, Yak-15, MiG-9, J-21R, F-84 Thunderjet, F9F Panther, Ouragan, Venom 2ª - 1947-55: F-86, F-84F Thunderstreak, F9F Cougar, MiG-15, MiG-17, Hunter, Mystère IV | 1945-1955: Me 262, He 162, Me 163, Meteor, Vampire, Venom, Sea Hawk, Attacker, Swift, F-80, F-84/F-84F, F-86, F-89, F-94, FH-1, F6U, F7U, FJ-1, F2H, F3H, F4D/F-6, F9F Panther, F9F Cougar, F3D/F-10, MiG-15, MiG-17, La-15, Yak-15, Yak-17, Yak-23, Ouragan, Mystère II/Mystère IV, J 21R, J 29, J 32, CF-100 | F-80, He 162                               | Me 262, F-86, Meteor, MiG-15, F9F Panther/F9F Cougar, Vampire/Venom                                        | 1945-1955: F-86, MiG-15, MiG-17                           |
| 2    | 3ª - 1953-60: MiG-19, F-100, F-8 4ª - 1955-70: F-104, primi modelli del MiG-21, Lightning, primi modelli del Mirage III                                                                                 | 1955-1960: F-100, F-101, F-102, F-104, F-105, F-106, F8U, F11F, MiG-19, MiG-21, Su-9, Su-11, Yak-25, Lightning, Sea Vixen, Javelin, Hunter, Scimitar, Étendard II/VI/IV, Mirage III, Draken | F-86, MiG-15                               | Century Series (dal F-100 al F-106), MiG-19, MiG-21, F8U, Draken, Mirage III/5, Hunter, Lightning, Javelin | 1955-1960: F-104, F-5, MiG-19, MiG-21                     |
| 3    | 5ª - 1958-80: F-105, F-4, ultimi modelli del MiG-21, ultimi modelli del Mirage III, F-5, F-111, Mirage V, Su-24, MiG-23, MiG-27, Jaguar, Mirage F1, Kfir                                                | 1960-1970: F-4 Phantom II, F-5A/E, MiG-23, MiG-25, Su-15, Su-17/20/22, Tu-28P, Yak-28, Harrier, Mirage F1, Super Étendard, J8II. | Century Series, F-105, F-4, MiG-17, MiG-21 | F-4 Phantom II, Tornado, MiG-23, Viggen, Mirage F1, F-5                                                    | 1960-1970: MiG-23, F-4, Mirage III                        |
| 4    | 6ª - 1974-presente-[1990]: F-14, F-15, F-16, F-18, Mirage 2000, Tornado, MiG-29, Su-27 | 1970-1990: F-14, F-15, F-16, F-18, Harrier II, MiG-29, MiG-31, Su-27, Yak-38, Tornado, Mirage 2000, Viggen, F-2, Ching-Kuo, J-10 | F-15, F-16, Mirage 2000, MiG-29            | F-16, MiG-29                                                                                               | 1970-1980: MiG-29, Su-27, F/A-18, F-15, F-16, Mirage-2000 |
| 4+   | | | F-2000, Su-30, F-16E, F/A-18E, Rafale      | |                                                           |
| 4,5  | | 1990-2000: F/A-18E/F, Su-30, Su-33, Su-35, Typhoon, Gripen, Rafale, JF-17 |                                            | F-16E/F, F/A-18E/F, Typhoon, Gripen, Rafale, Su-30, Su-35, F-15SE                                          | 1980-1990: F/A-18E/F, Typhoon, Gripen, Rafale             |
| 4++  | | | Su-35, F-15SE                              | |                                                           |
| 5    | | 2000-presente-[2004]: MiG 1.44 MFI, Su-47, F-22, F-35 | F-22, F-35                                 | F-22, F-35, T-50                                                                                           | 2005-presente-[2012]: F-22, F-35, PAK FA, J-20, FGFA      |
| 6    | | |                                            | |                                                           |